# フアン・デ・ディオス・フィリベルト
フアン・デ・ディオス・フィリベルト（Juan de Dios Filiberto, 1885年5月8日 - 1964年11月11日）は、アルゼンチン出身のタンゴの作曲家。

## 生涯
1885年5月8日、ブエノスアイレスのラ・ボカ地区に生まれる。イタリア移民三世（イタリア系アルゼンチン人）であり、先住民のマプーチェの血も受け継いでいる。9歳から学校に通わず働き出した。若い頃に、無政府主義系の労働組合運動に参加したりしていた。オルフェオン・ロス・デル・フトゥーロ楽団（Orfeón, los del Futuro）を結成して、音楽活動にも精を出す。24歳の時に、音楽学校に通いバイオリンと音楽理論を学ぶ。その一方で、タンゴの曲「グアイマジェン」(Guaymallén)を作曲した。
1932年に、ラ・オルケスタ・ポルテーニャ楽団(la Orquesta Porteña)を結成した。この楽団はタンゴ以外の曲も演奏していた。1933年に、アルゼンチン最初の音声入り映画「タンゴ!」(¡Tango!)に登場。1964年に死去した。
ちなみに、フアン・デ・ディオス・フィリベルト作曲のタンゴ、カミニート（Caminito）は、現在に至るまで、いろいろな楽団によって演奏され、日本では1961年度と1962年度のNHK紅白歌合戦歌唱曲になった。
五木寛之の小説『遥かなるカミニト』には、登場人物の女性がフィリベルトの人生について語る部分がある。

## 作品
- カミニート Caminito
- バンドネオンの嘆き Quejas de Bandoneón
- ならず者　Malevaje